# Поль, Карл Фердинанд
Карл Фердинанд Поль (нем. Carl Ferdinand Pohl; 6 сентября 1819, Дармштадт — 28 апреля 1887, Вена) — австрийский музыковед.
С 1866 года хранитель библиотеки и архива венского Общества друзей музыки. Исследователь, прежде всего, биографии и творчества Вольфганга Амадея Моцарта и Йозефа Гайдна: написал книгу «Моцарт и Гайдн в Лондоне» (нем. Mozart und Haydn in London; 1867, переиздание 1970), основанную на трёхлетних лондонских разысканиях, и подробную книгу «Йозеф Гайдн» (первый том 1875, второй 1882, третий, завершённый на основании набросков Поля Хуго Ботштибером, 1927). Написал также статьи о Моцарте и Гайдне для первого издания Музыкального словаря Гроува, ряд статей о музыкантах (Иоганн Христиан Бах, Антонио Кальдара, Людвиг фон Кёхель, Карл Черни и др.) для Всеобщего германского биографического словаря. Один из составителей (вместе с Робертом Айтнером, Францем Ксавером Хаберлем и Андерсом Лагербергом) «Библиографии музыкальных сборников XVI—XVIII веков» (нем. Bibliographie der Musik-Sammelwerke des XVI und XVII Jahrhunderts; 1877).
Считается, что именно Поль показал Иоганнесу Брамсу обнаруженные им ранее неизвестные ноты дивертисмента для духовых инструментов, из которых была извлечена тема для брамсовских Вариаций на тему Гайдна (позднейшими учёными было установлено, что исходное произведение Гайдну не принадлежало).